# Físico colegiado
Un físico colegiado (CPhys) en Reino Unido es una cualificación profesional otorgada por el Insitute of Physics (Instituto de Física). En el nombre de una persona, se indica a través de las letras postnominales "CPhys".
En Reino Unido, Estados Unidos y otros países de la Commonwealth, el reconocimiento como colegiado en cualquier profesión indica un nivel alto de conocimiento especializado y competencia profesional en una materia determinada. Según el Instituto de Física, titulares del estatus de Físico Colegiado (CPhys) demuestran los "estándares más altos de profesionalidad, pericia actual, calidad y seguridad" junto con "la capacidad para emprender la práctica independiente [de la profesión] y ejercer liderazgo" así como "compromiso para mantenerse al día con los avances científicos y con las crecientes expectativas y requisitos propios de cualquier profesión".
El estatus de Físico Colegiado fue introducido en 1985 tras la aprobación del Consejo Privado del Reino Unido. Originalmente, era concedido de forma automática a los miembros del Instituto de Física. La reforma de la membresía a dicho órgano colegiado en 1988 estableció la figura de Físico Colegiado como una cualificación separada a partir de 2001 que podía ser obtenida a la vez que el estatus de Miembro o Fellow o con posterioridad. Para poder obtener la cualificación, un físico debe cumplir los siguientes requisitos: (i) encontrarse debidamente cualificado, siendo habitual la posesión de una titulación MSci o MPhys que integra el máster en el grado, pero experienica profesional que acredite un nivel equivalente también puede servir, (ii) haber demostrado un compromiso con la continuación de su desarrollo profesional, y (iii) haber obtenido una serie de competencias. Para los físicos que obtengan o hayan obtenido el CPhys desde 2012, es necesario revalidar la competencia y desarrollo profesional cada tres años para mantener el estatus .
El estatus de Físico Colegiado se considera equivalente al de Ingeniero Colegiado, que el Instituto de Física también concede al ser miembro del Consejo de Ingeniería del Reino Unido, así como a otros estados de Colegiado existentes en el Reino Unido. Es también considerada una "profesión regulada" bajo las directivas de cualificación profesionales europeas.